# Felipe Carrillo Puerto
Pour les articles homonymes, voir Felipe Carrillo Puerto (homonymie) et Carrillo.
Felipe Carrillo Puerto (né le 8 novembre 1874 à Motul, mort le 3 janvier 1924 à Mérida (Yucatán) est un homme politique mexicain. 

## Biographie
Felipe Carrillo Puerto naît à Motul, au Yucatán, le 8 novembre 1872. Membre du Parti socialiste du sud-est, il devient gouverneur du Yucatán en 1922 et le reste jusqu'à sa mort en 1924. s'engage en faveur d'une réforme agraire, des droits des femmes et des droits des indigènes mayas le tout avec le soutien de sa sœur Elvia Carrillo Puerto. Il entretient une relation amoureuse avec une journaliste californienne, Alma Reed (1889–1966). Il meurt assassiné le 3 janvier 1924.

## Postérité
La ville de Felipe Carrillo Puerto, dans l'État mexicain de Quintana Roo, a été nommée ainsi en l'honneur de Felipe Carrillo Puerto. Il en va de même de la municipalité dont cette ville est la capitale, la municipalité de Felipe Carrillo Puerto. 
Un film retraçant la vie de Felipe Carrillo Puerto, Peregrina, a été réalisé par Mario Hernández en 1974, avec Antonio Aguilar dans le rôle de Felipe Carrillo Puerto.